# Yuval Shabtay
Yuval Shabtay (in ebraico יובל שבתאי‎?; Nahariya, 18 dicembre 1986) è un ex calciatore israeliano, di ruolo difensore.